# Miss Baker
Miss Baker (1957 - 29 tháng 11 năm 1984) là một con khỉ sóc, vào năm 1959, cùng với khỉ vằn Miss Able, một trong hai con vật đầu tiên được Hoa Kỳ phóng lên vũ trụ và trở về an toàn.

## Chuyến bay
Miss Baker đội một chiếc mũ bảo hiểm được lót bằng cao su và da sơn dương cùng với một chiếc áo khoác để được đưa ra trình diện, ngoài ra còn có máy đo hô hấp được gắn vào mũi bằng mô hình và nó được gắn vào một "viên thuốc" nhỏ có kích cỡ hộp đựng giày, cỡ 9 × 12½ × 6¾ inch (24,8 × 31,8 × 17,1 cm) cách nhiệt bằng cao su và sợi thủy tinh. Hỗ trợ sự sống là một chai oxy với van áp suất và lithi hydroxide để hấp thụ cacbon dioxide và hơi ẩm.
Vào ngày 28 tháng 5 năm 1959, vào lúc 2 giờ 39 phút, một tên lửa Jupiter đưa Miss Baker và Miss Able lên độ cao 300 dặm (480 km) thông qua một khả năng tăng tốc của 38 gs cho một chuyến bay 16 phút mà cũng bao gồm 9 phút không trọng lực.
Able và Baker không đơn độc trên chuyến bay. Chúng đã đi cùng với Neurospora; mẫu máu người;E coli; hành;mù tạt và hạt ngô; Nhộng Drosophila; men; và trứng nhím biển và tinh trùng.
Able đã chết bốn ngày sau chuyến bay do rung tim rất bất thường trong phản ứng với gây mê để loại bỏ các điện cực. "Đây là kiểu chết gây mê mà mọi bác sĩ phẫu thuật đều lo sợ", Đại tá Robert Hullinghorst, phó phòng tại Ft. Knox nơi cuộc phẫu thuật diễn ra, "Chúng tôi không biết chính xác tại sao nó lại xảy ra." Khám nghiệm tử thi không tìm thấy vấn đề nào có thể góp phần vào cái chết của nó. Able được nhồi bông avà trưng bày tại Bảo tàng Hàng không và Không gian Quốc gia.